# Gelis pallipes
Gelis pallipes là một loài tò vò trong họ Ichneumonidae.